# Itinerário de Einsiedeln

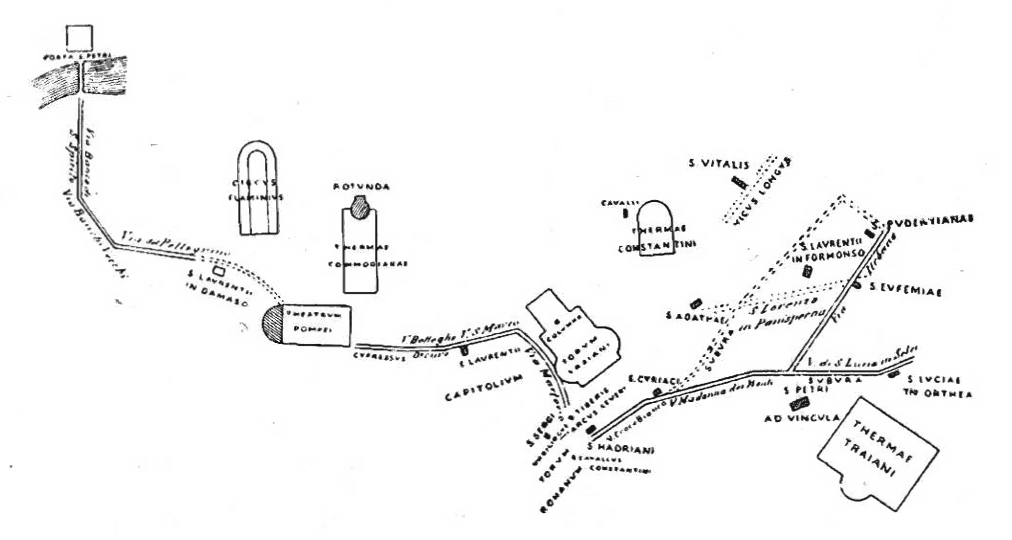
Primeira rota do itinerário de Einsiedeln

O Itinerário de Einsiedeln é um guia do século IX, para a cidade de Roma, escrito para a peregrinação cristã. O itinerário foi preservado na Abadia de Einsiedeln, na Suíça . 
O Itinerário foi escrito, em Roma, por um autor anónimo. Mais tarde, foi encadernado num códice, juntamente com quatro outros documentos, antes de ser transportado para o outro lado dos Alpes, em França. Este códice manuscrito é agora conhecido como Códice Einsiedelensis, por ter sido descoberto na Abadia de Einsiedeln no século XVII. 
Não se sabe exatamente a data de criação do documento. No entanto, como se refere ao mosteiro de Santo Stefano sabe-se, assim, que foi escrito após a sua conclusão em meados do século VIII. Para além disso, não há nenhuma referência à Cidade Leonina, que foi concluída por volta de 850 d.C., então os estudiosos acreditam que foi escrita anteriormente. 
O Itinerário é escrito em onze secções, onde cada secção descreve uma travessia a Roma de um portão a outro, bem como os pontos turísticos interessantes a serem visitados na rota específica ou próximo da mesma.  O texto descreve muitos edifícios, monumentos e as paredes da cidade em grande detalhe. 
Os historiadores estudam o Itinerário de Einsiedeln não só para descobrir informações relativas às atividades e motivações dos peregrinos do século IX, mas também para adicionar detalhes ao conhecimento histórico dos edifícios e instituições romanas.  Um apêndice ao Itinerário inclui inscrições transcritas de monumentos da cidade, muitos dos quais já não existentes. 